# Incendio de Ninho do Urubu

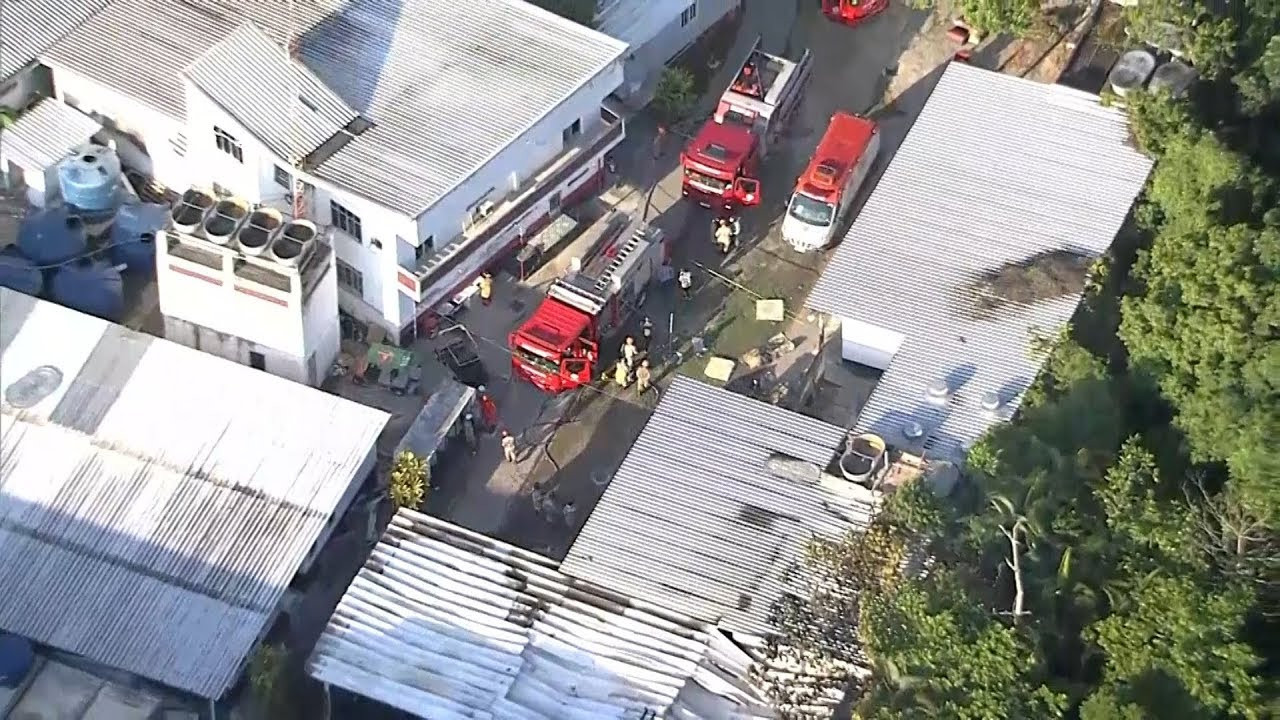
Vista aérea de la zona del siniestro

El Incendio de Ninho do Urubu fue un incendio ocurrido en las primeras horas del día 8 de febrero de 2019, que mató a 10 personas y dejó 3 heridas en un centro de entrenamiento de fútbol del equipo brasileño del Flamengo, también conocido como Centro de Entrenamiento George Helal, en el barrio carioca de Vargem Grande, en la Zona Oeste de la ciudad de Río de Janeiro.

## Tragedia
El incendio se inició alrededor de las 5:17 de la madrugada del viernes 8 de febrero de 2019, en el centro de entrenamiento del Flamengo, en el barrio carioca de Vargem Grande. De acuerdo con informaciones del Cuerpo de Bomberos de Río de Janeiro, la central de emergencias recibió comunicación del incendio alrededor de las 5.30, cuando los primeros vehículos fueron dirigidos al lugar de la tragedia. Dos horas después, el incendio ya estaba controlado tal y como confirma el Cuerpo de Bomberos. Las instalaciones destruidas por el fuego forman parte de una parte antigua del Nido del Urubu que servía de alojamiento para las categorías inferiores del Flamengo. El bombero Douglas Henaut informó de que los jugadores estaban durmiendo cuando se produjo el incendio.

## Causa
Se desconocen las causas del incendio, que comenzó mientras los jóvenes dormían. Sin embargo, uno de los jugadores dijo que el fuego se originó en un aire acondicionado de su habitación.

## Víctimas
El incendio dejó diez futbolistas fallecidos de entre 14 y 17 años. Uno de los fallecidos fue identificado como Christian Esmerio, un portero de 15 años. Inicialmente se había indicado que habría seis futbolistas de las categorías inferiores, dos de ellos en prueba, y cuatro empleados del club carioca. En el caso de los heridos, todos fueron identificados: Cauan Emanuel Gomes Nunes (14) Francisco Diogo Bento Alves (15) y Jhonatan Cruz Ventura (15), este último que se encontraba en estado grave en el hospital.

### Fallecidos
Durante la remoción de los primeros cuerpos, se creyó en la posibilidad de que funcionarios del lugar estuvieran entre las víctimas. Sin embargo, en la tarde del 8 de febrero, la policía, con auxilio del Flamengo, informó que había identificado todos los cuerpos y luego divulgó la lista con el nombre de las víctimas mortales. Entre los muertos, están:
| Nombre                                  | Lugar de origen                    | Edad    |
| --------------------------------------- | ---------------------------------- | ------- |
| Athila Souza Paixão                     | Lagarto, Sergipe.                  | 14 años |
| Arthur Vinícius de Barros Silva Freitas | Volta Redonda, Río de Janeiro.     | 15 años |
| Bernardo Augusto Mankze Pisetta         | Indaial, Santa Catarina            | 14 años |
| Christian Esmerio Cândido               | Madureira, Río de Janeiro.         | 15 años |
| Gedson Corgosinho Beltrão dos Santos    | Itararé, São Paulo                 | 14 años |
| Jorge Eduardo Santos                    | Além Paraíba, Minas Gerais         | 15 años |
| Rykelmo de Souza Viana                  | Limeira, interior de São Paulo     | 17 años |
| Pablo Henrique da Silva Matos           | Oliveira, Minas Gerais             | 14 años |
| Samuel Thomas Rosa                      | São João de Meriti, Río de Janeiro | 15 años |
| Vitor Isaías Coelho da Silva            | Florianópolis, Santa Catarina      | 14 años |

## Reacciones
- Los brasileños Diego Ribas, Vinícius Júnior, Lucas Paquetá y Neymar, entre otros, así como los exjugadores Ronaldinho y Zico trasladaron el pésame a los familiares de las víctimas por medios de las redes sociales.[20][8]
- A principios del viernes, 8 de febrero, horas después del incendio, el gobernador de Río de Janeiro, Wilson Witzel decretó un duelo oficial de tres días en el estado en virtud de la tragedia.[19][19]
- Fluminense y Botafogo, dos de los principales rivales del club, decretaron tres días de luto.[21]
- Chapecoense, que a finales de 2016 perdió a la mayor parte de su plantel tras un accidente aéreo en Colombia, reconoció estar "triste y aturdido con la noticia del incendio que alcanzó el Ninho do Urubu"."Expresamos nuestro deseo de fuerza a los hermanos de Flamengo y a todos los familiares de los afectados. Nuestros pensamientos y oraciones están con ustedes.[21]
- Tras el amargo suceso,Los principales clubes, Federaciones y personalidades del fútbol mundial enviaron sus condolencias a los afectados por el incendio a través de las redes sociales.[22][23][24]
- En una nota presidencial, el gobierno de Brasil expresó su tristeza por la muerte de "jóvenes vidas que iniciaban su camino rumbo a la realización de sus sueños profesionales". La nota fue pública en el perfil de Twitter del Presidente de Brasil Jair Bolsonaro.[25]
- Algunos reconocidos exjugadores del club son Bebeto, Romário y Ronaldinho, quien mostró en Twitter sus condolencias por esta "terrible tragedia".[6]
- El mítico jugador Pelé también se hizo eco en sus redes de la tragedia en "un lugar donde los jóvenes persiguen sus sueños". "Es un día muy triste para el fútbol brasileño", tuiteó.[6]
- El presidente de Flamengo, Rodolfo Landim, se pronunció respecto a lo sucedido. El dirigente lamentó profundamente la tragedia en el centro de entrenamiento George Helal y aseguró que pondrá todo de su parte para encontrar las causas del suceso. "Estoy completamente involucrado en acciones de emergencia y en la distribución de algunas tareas importantes. Solo ahora me he desvinculado de esas tareas para venir a hablar con ustedes. Estamos todos consternados. Es la mayor tragedia por la que el club ha pasado en los 123 años de historia. Todos en el club están de duelo", se sinceró Landim. En un comunicado oficial, el club se compromete a estar "enteramente" a disposición de las autoridades y de las familias para buscar las causas del incendio y para, de alguna manera, "minimizar el dolor y el sufrimiento de las familias de los atletas y funcionarios afectados".[26]

### Cancelación del Clásico Fla-Flu
- Federación de Fútbol de Río de Janeiro canceló el partido que debían jugar el Flamengo y el Fluminense por la Copa Guanabara.[27]

### Solicitud de Investigación
- El exjugador brasileño Zico, el mayor ídolo de Flamengo, lamentó el incendio que ha dejado diez muertos en la sede de su antiguo club en Río de Janeiro y pidió que se investigue la tragedia.[28]

### FIFA
- La FIFA expresó sus condolencias a los familiares de los jóvenes futbolistas que murieron a causa de un incendio en el centro de entrenamiento del club brasileño de fútbol Flamengo por medio de su Twitter.[29][30]